# Yung Rapunxel
Yung Rapunxel ist ein Lied der US-amerikanischen Rapperin Azealia Banks. Es erschien erstmals am 16. April 2013 auf allen gängigen Downloadportalen als erste Single aus ihrem Debütalbum Broke with Expensive Taste (2014).

## Hintergrund
Erste Ideen zu Yung Rapunxel entstanden bereits Ende 2011. Banks kontaktierte Produzent Lil Internet via SoundCloud, nachdem sie einige seiner komponierten Songs auf dessen Seite gehört hatte. Die beiden Musiker trafen sich in New York, wo sie erste Demos für das Lied in einzelnen Aufnahmestudios und Hotelzimmern aufnahmen. Am Songwriting beteiligt waren Azealia Banks, Kevin James, Premro Smith und Chandron Moore. Das Konzept des Lieds wurde jedoch immer wieder überarbeitet, sobald sich Banks und Lil Internet erneut trafen.

Auf die Frage, ob sich das Lied im Laufe des Entstehungsprozesses wesentlich verändert habe, antwortete Lil Internet: 

„In terms of the beat, it isn’t really. […] The real intention was for it to be something chaotic, something kinda to […] make room for a new start,[…] that really embodies the pinnacle of all the chaos and angst and anger […] and just how difficult it is to really exist in this world right now. I think Yung Rapunxel is really about that and about that side of her personality […] The songs is supposed to be about the embodiment of chaos and that was always what it was about in the beginning.“

„Was den Beat angeht, hat es das nicht. Wir wollten wirklich etwas chaotisches erschaffen, etwas das Platz für etwas neues macht, das den Gipfel des Chaos verkörpert, der Angst und der Wut und wie schwierig es ist, sich in dieser Welt von heute behaupten zu können. Yung Rapunxel handelt davon und von dieser Seite ihrer [Banks] Persönlichkeit. Das Lied soll eine Verkörperung des Chaos sein, und darum ging es von Anfang an.“

 Banks kündigte erstmals am 28. Januar 2013 Yung Rapunxel als erste Single ihres Debütalbums Broke With Expensive Taste an. Im März 2013 stellte Banks das Lied auf ihre Soundcloud-Seite und enthüllte das Artwork des Songs. Dieses zeigt ein in Schwarz und Weiß gehaltenes Porträt der Rapperin, die ihren Mund weit aufgerissen hat. Zusätzlich sind ihre Augen durch Kopien ihres Mundes ersetzt. Banks trägt eine Kette mit dem Schriftzug ihres Nachnamens darauf. Im unteren Bildrand ist der Titel des Lieds (stilisiert als #YUNGRAPUNXEL) zu sehen. Die Veröffentlichung des Lieds wurde mehrmals verschoben, erfolgt jedoch weltweit im April 2013.

## Kritikerstimmen
Kritiker waren gespaltener Meinung über Yung Rapunxel. MTV Buzzworthy nannte das Lied einen soliden Hip-House-Banger („a bona fide hip-house banger“). Ray Rahman (Entertainment Weekly) betitelte das Lied als „erste Sahne“ („a doozy“). Marc Hogan vom Spin Magazine beschrieb das Lied als einen „house-rap hybrid“ und verglich Banks Gesangsstil mit „the fury of Kelis' Caught Out There.“ (übersetzt: dem Zorn von Kelis’ Caught Out There.)

Robert Copsey, der das Lied für Digitalspy reviewte, gab ihm zwei von fünf möglichen Sternen und schrieb: 

„„‚So tired of all this drama,‘ she [sings], before giving her haters a severe tongue-lashing on the shouty and head-spinning chorus. While we're almost certain they've given up caring by this point, the result may have scared off whatever fans she still has.““

„‚So tired of all this drama,‘ singt sie, bevor sie ihren Neidern im lauten und kopfverdrehen Chorus ordentlich ihre Meinung sagt. Das Ergebnis wird auch noch den letzten ihrer Fans abschrecken, wenn die sich bis dahin überhaupt noch dafür [das Lied] interessieren.“

## Musikvideo
Die Dreharbeiten zum Musikvideo begannen am 22. Februar 2013. Premiere des Videos war zeitgleich mit der Veröffentlichung des Lieds am 16. April 2013. Regisseur des Videos ist Jam Sutton.
Das drei Minuten und sechsunddreißig Sekunden lange Video zeigt Banks in einer Straßenschlacht mit Polizisten, wie sie einen mechanischen Bullen reitet, Aufnahmen von fliegenden Eulen sowie Szenen, in denen Porträtschüsse von Banks zu sehen sind, in denen ihre Augen durch Kopien ihres Mundes ersetzt sind, die im Wechsel mit ihrem Mund zur Musik rappen und singen. Wiederkehrende Elemente im Video sind einzelne Augen sowie ein rotierendes Yin-Yang-Symbol.
Billboard erkannte in dem Video eine Hommage an Aaliyahs Are You That Somebody und schrieb, es hebe Banks' „nightmarish ‘90s-inspired style“ hervor.

## Titelliste
Download - Explicit u. Clean Version
1. Yung Rapunxel – 3:44

## Weiterführendes